# Cha Eun-woo
Lee Dong-min (hangul: 이동민; ur. 30 marca 1997), znany jako Cha Eun-woo (차은우) – południowokoreański piosenkarz, aktor i model związany z wytwórnią Fantagio. Jest członkiem południowokoreańskiego boysbandu Astro.

## Życiorys

### Wczesne lata
Cha Eun-woo urodził się 30 marca 1997 roku w mieście Gunpo w prowincji Gyeonggi. Uczęszczał do Suri Middle School i Suri High School, a następnie ukończył Hanlim Multi Art School w 2016 roku. Studiował na Uniwersytecie Sungkyunkwan na kierunku sztuki sceniczne.

### 2013–2015: Początki kariery
Zadebiutował jako aktor niewielką rolą w filmie My Brilliant Life. Był czwartym stażystą, który został oficjalnie przedstawiony za pomocą Fantagio iTeen Photo Test Cut. W sierpniu 2015 roku, razem z innymi członkami Astro, wziął udział w dramacie internetowym To Be Continued.

### Od 2016: debiut z Astro, działalność solowa i rosnąca popularność

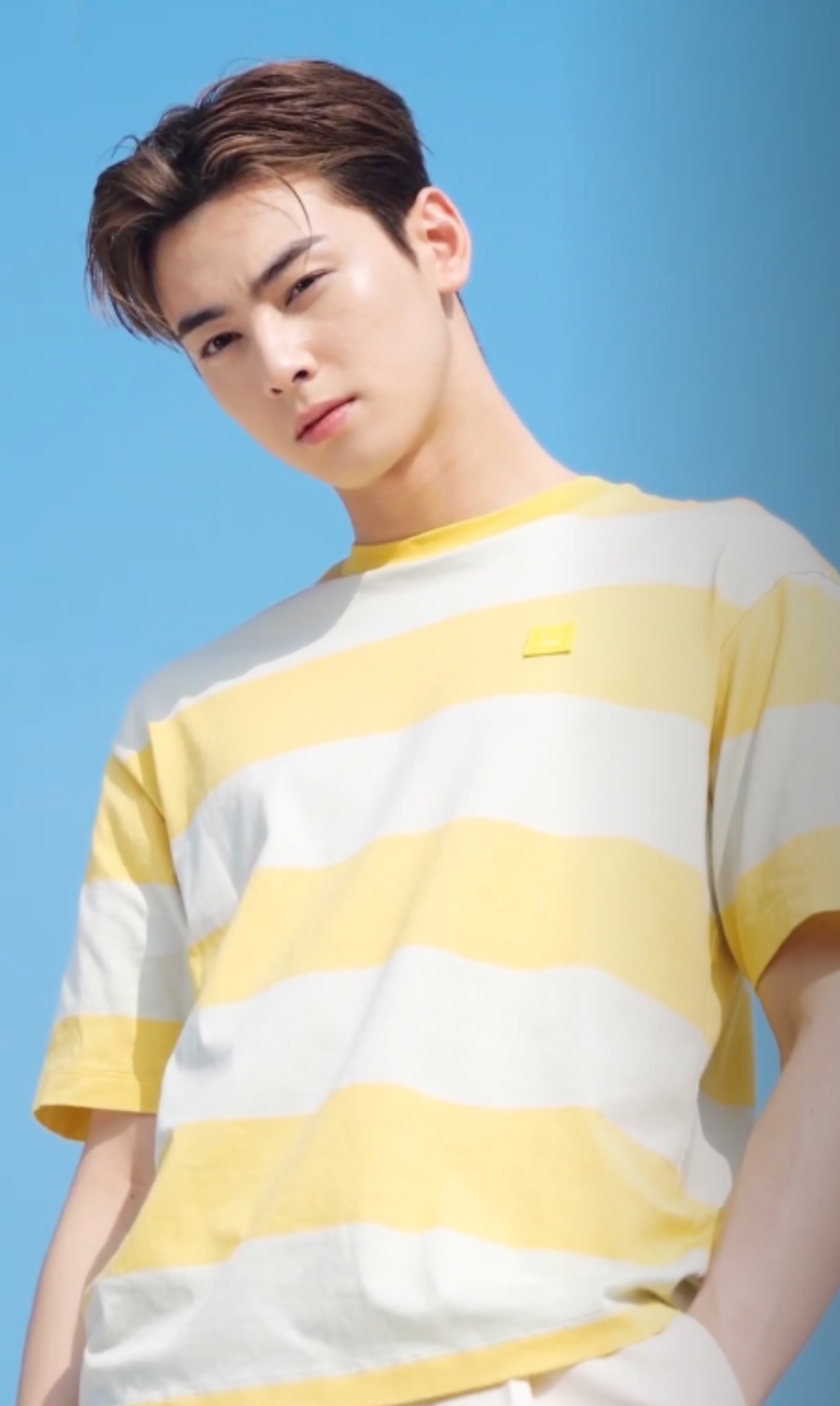
Cha Eun-woo dla Marie Claire Korea w 2020 roku

Astro zadebiutowało 23 lutego 2016 roku z minialbumem Spring Up. W sierpniu Cha wziął udział w specjalnym programie rozrywkowym z okazji święta Chuseok, Replies That Make Us Flutter. We wrześniu wziął udział w innym pilotażowym programie Chuseok, Boomshakalaka.
Został ogłoszony współprowadzącym programu Show! Music Core obok Kim Sae-ron, Lee Soo-min i Xiyeon od 2016 do 2018 roku. W 2016 roku zagrał także w dramacie internetowym My Romantic Some Recipe.
W 2017 roku został obsadzony w dramacie KBS2 Hit the Top i zagrał w dramacie internetowym Sweet Revenge.
W 2018 roku zagrał główną rolę w dramacie internetowym Top Management. Następnie został obsadzony w serialu romantyczno-komediowym JTBC Gangnam Beauty, gdzie miał swoją pierwszą główną rolę telewizyjną. Zyskał popularność po emisji tego serialu i został uwzględniony w zestawieniu „Men of the Year” magazynu GQ Korea.
W 2019 roku wystąpił w historycznym dramacie Rookie Historyn Goo Hae-ryung u boku Shin Se-kyung. Wcielił się w rolę księcia, który staje się pisarzem powieści romantycznych. Otrzymał nagrodę Excellence Award for an Actor oraz Best Couple Award wraz z Shin na MBC Drama Awards. W grudniu został ogłoszony jako członek obsady nowego programu rozrywkowego Handsome Tigers razem z Joy, Lee Sang-yoon, Yoo Seon-ho i Seo Jang-hoon.
W kwietniu 2020 roku dołączył do programu telewizyjnego SBS Master in the House jako stały członek obsady. Na gali wręczenia nagród SBS Entertainment Awards 2020 otrzymał nagrodę Rookie Award za swoją rolę w tym programie. W grudniu 2020 roku zagrał główną rolę w młodzieżowym romansowym dramacie True Beauty na kanale tvN, opartym na webtoonie o tym samym tytule. Wcielił się w postać ucznia szkoły średniej, a jego partnerką była Moon Ga-young.
W czerwcu 2021 roku opuścił program Master in the House. W listopadzie 2021 roku wydał balladę „Don't Cry, My Love”, utwór będący częścią oficjalnego soundtracku komiksu Under The Oak Tree.
W 2022 roku nagrał utwór „Focus on Me” na potrzeby ścieżki dźwiękowej do webtoonu Kakao The Villainess Is a Marionette, który został wydany 22 lutego. Następnie zagrał rolę oficera marynarki wojennej w filmie akcji i terroru miejskiego Decibel w reżyserii Hwang In-ho, który został wydany w listopadzie 2022 roku. Później, w tym samym roku, wystąpił w dramacie telewizyjnym TVING Island u boku Kim Nam-gila, Lee Da-hee i Sung Joon, wcielając się w rolę egzorcysty. 30 grudnia Fantagio wydało oficjalne oświadczenie, informując, że Eun-woo zdecydował się przedłużyć swój kontrakt z agencją.

## Dyskografia

### Minialbumy
| Rok  | Dane dot. albumu                                                                                      | Najwyższa pozycja | Najwyższa pozycja | Sprzedaż                     |
| Rok  | Dane dot. albumu                                                                                      | KOR (Circle)      | JPN (Oricon)      | Sprzedaż                     |
| ---- | --- | ----------------- | ----------------- | ---------------------------- |
| 2024 | Entity - Wydany: 15 lutego 2024 - Wytwórnia: Fantagio Music - Format: CD, digital download, streaming | 2                 | 15                | - KOR: 174 248+ - JPN: 3626+ |

### Single
Single cyfrowe
| Rok                                                       | Tytuł                | Najwyższa pozycja   | Najwyższa pozycja   | Album                                     |
| Rok                                                       | Tytuł                | Circle              | US World            | Album                                     |
| Jako główny artysta                                       | Jako główny artysta  | Jako główny artysta | Jako główny artysta | Jako główny artysta                       |
| --------------------------------------------------------- | -------------------- | ------------------- | ------------------- | ----------------------------------------- |
| 2022                                                      | „First Love”         | –                   | –                   | Drive to the Starry Road                  |
| 2024                                                      | „Stay”               | –                   | –                   | Entity                                    |
| Udział w ścieżce dźwiękowej                               |                      |                     |                     |                                           |
| 2018                                                      | „Rainbow Falling”    | –                   | –                   | Gangnam Beauty OST. Part 7                |
| 2018                                                      | „Together”           | –                   | –                   | Top Management OST                        |
| 2019                                                      | „Please Remember”    | –                   | –                   | Rookie Historian Goo Hae-ryung OST Part 6 |
| 2021                                                      | „Love So Fine”       | 165                 | 13                  | True Beauty OST Part 8                    |
| 2021                                                      | „Don't Cry, My Love” | –                   | –                   | Under the Oak Tree OST                    |
| 2022                                                      | „Focus On Me”        | –                   | –                   | The Villainess Is a Marionette OST        |
| 2022                                                      | „Love Sailing”       | –                   | –                   | Decibel OST                               |
| 2023                                                      | „Jealousy”           | –                   | –                   | A Good Day to Be a Dog OST                |
| „–” oznacza, że singiel nie był notowany na danej liście. |                      |                     |                     |                                           |

## Filmografia

### Filmy
| Rok  | Tytuł             | Rola           | Uwagi |
| ---- | ----------------- | -------------- | ----- |
| 2014 | My Brilliant Life | zdrowy Ah-reum | Cameo |
| 2022 | Decibel           | Jeon Tae-ryong |       |

### Seriale telewizyjne
| Rok       | Tytuł                          | Rola                           | Uwagi             |
| --------- | ------------------------------ | ------------------------------ | ----------------- |
| 2017      | Hit the Top                    | MJ                             | Rola drugoplanowa |
| 2018      | Gangnam Beauty                 | Czy Kyung-seok                 | Główna rola       |
| 2019      | Rookie Historian Goo Hae-ryung | Yi Rim (Książę Dowon) / Maehwa | Główna rola       |
| 2020–2021 | True Beauty                    | Lee Su-ho                      | Główna rola       |
| 2023      | A Good Day to Be a Dog         | Jin Seo-won                    | Główna rola       |
| 2024      | Wonderful World                | Kwon Seon-yul                  | Główna rola       |

### Seriale internetowe
| Rok       | Tytuł                   | Rola                          | Uwagi       |
| --------- | ----------------------- | ----------------------------- | ----------- |
| 2015      | To Be Continued         | samego siebie                 | Główna rola |
| 2016      | My Romantic Some Recipe | samego siebie                 | Główna rola |
| 2017      | Sweet Revenge           | samego siebie                 | Główna rola |
| 2018      | Top Management          | Woo Yeon-woo                  | Główna rola |
| 2019      | Soul Plate              | Anioł Raviel                  | Główna rola |
| 2022–2023 | Island                  | John / Yohan / Kang Chan-hyuk | Główna rola |

### Program telewizyjny
| Rok       | Tytuł                              | Rola           |
| --------- | ---------------------------------- | -------------- |
| 2016      | Law of the Jungle in New Caledonia | Członek obsady |
| 2020      | Handsome Tigers                    | Członek obsady |
| 2020–2021 | Master in the House                | Członek obsady |

### Hosting
| Rok       | Tytuł                            | Uwagi                                     |
| --------- | -------------------------------- | ----------------------------------------- |
| 2016-2018 | Show! Music Core                 | z Kim Sae-ronem, Lee Soo-minem i Xiyeonem |
| 2017      | MBC Gayo Daejejeon               | z Suho i YoonA                            |
| 2018      | Dream Concert                    | z Yoon Shi-yoon i Seol In-ah              |
| 2018      | MBC Gayo Daejejeon               | z Noh Hong Chulem, Minho i YoonA          |
| 2019      | MBC Gayo Daejejeon               | z Jang Sung-kyu i YoonA                   |
| 2020      | Dream Concert                    | z Eunhyukiem i Lia                        |
| 2020      | KBS Song Festival                | z Jung Yun-ho i Shin Ye-eun               |
| 2020      | SBS Entertainment Awards         | z Shin Dong-yupem i Lee Seung-gim         |
| 2021      | Dream Concert                    | z Leeteukiem i Kim Do-yeon                |
| 2021      | Seoul International Drama Awards | z Park Eun-bin                            |
| 2021      | KBS Song Festival                | z Kim Seol-hyunem i Rowoonem              |
| 2022      | SBS Gayo Daejeon                 | z Key i An Yu-jin                         |